# Achnacarry
Achnacarry är en by i Highland i Skottland. Byn är belägen 13 km 
från Fort William. Orten har 84 invånare (2011).